# كاثرين باتيرسون
كاثرين باتيرسون (بالإنجليزية: Katherine Paterson)‏ (ولدت في 31 أكتوبر من سنة 1932) وهي كاتبة رويات للأطفال أمريكية ومن أشهر كتبها كان جسر إلى تيرابيثيا والذي انتج كفيلم سينمائي مرتين آخرهما كان في سنة 2007.
كان والديها يعملان كمبشرين في الصين حيث ولدت هناك في مقاطعة جيانغسو.، وبذلك كانت أول لغة تعلمتها هي اللغة الصينية. عاشت في الصين ما بين 1932 و1937 وبين 1938 و1940 كما عاشت في اليابان في السنوات بين 1957و 1961. تزوجت في سنة 1962 من قس وأنجبت أربع أولاد في فترة قصيرة.
أول كتبها كان علامة الأقحوان والتي تستند فيها عن انطباعتها وخبرتها من اليابان، القصة تتكلم عن أحداث في اليابان تعود لسنة 1100 وتدور أحداثها عن شاب يبحث عن والده. كما نشرت روايات محرك العرائس تتكلم عن الفقر والجرائم في اليابان سنة 1700. كما نشرت عام 1978 رواية جيلي هوبكينز العظيمة والتي تتكلم عن طفلة موهوبة تنتقل من بيت رعاية إلى لآخر بحثاً وتعيش على أمل أن أمها ستأتي يوماً لتأخذها.
عينت في سنة 2010 نائبة رئيس منظمة كتب الأطفال وأدب محو الأمية.

## وصلات خارجية
- كاترينا باتيرسون على موقع IMDb (الإنجليزية)
- كاترينا باتيرسون على موقع ميوزك برينز (الإنجليزية)
- كاترينا باتيرسون على موقع قاعدة بيانات الفيلم (الإنجليزية)
- كاثرين باتيرسون  على قاعدة بيانات الخيال التأملي على الإنترنت